# Euronychodon
Az Euronychodon („európai karom fog”) az európai és ázsiai késő kréta időszakból származó coelurosauria dinoszauruszok egyik nemzetségének a neve. Az Euronychodon csak a fogai alapján ismert. Ezek hasonlóak egy másik coelurosauria dinoszaurusz fognemzetséghez, a Paronychodonhoz.

## Fajok
Két Euronychodon-fajt neveztek meg eddig.
- E. portucalensis (Portugáliáról nevezték el): a maradványok három fogból állnak. 1988-ban a Paronychodon lacustris-fajba sorolták,[1] később azonban elég diagnosztikusnak tekintették őket ahhoz, hogy egy külön nemzetséget és fajt képviseljenek. Taveiro-ban találták, campaniai - maastrichti időből, azaz kb. 70 millió éves. A típusfaj az E. portucalensis, amit 1991-ben írt le és nevezett el Miguel Telles Antunes és Denise Sigogneau-Russell. A nemzetségnév az "Európa" és a Paronychodon összegyúrásából ered. A CEPUNL TV 20 holotípus egy fog, ami 1,8 mm hosszú, visszahajló és erősen megnyújtott, D alakú keresztmetszetű. A másik két fog, a CEPUNL TV 18 és a CEPUNL TV 19, a paratípusok.[2]
- E. asiaticus (Ázsiáról elnevezve): a hivatkozott kövületek hét fogból állnak, amelyeket Üzbegisztán Bissekty Formációjában találtak (körülbelül 92 millió évvel ezelőtti rétegekben). Lev Nesov nevezte el és írta le 1995-ben. A holotípus a CCMGE N 9/12454; további hat fog a paratípus. A típusfog belső oldalán tizennégy függőleges gerinc van. Általában nomen dubiumnak tekintik. Sokkal korábbi, mint az E. portucalensis, ami azt jelenti, hogy egy másik állathoz tartozhat. Maga Nesov csupán formális taxonnak tekintette az Euronychodont, és szerinte ezek  deviáns fogak, amik véletlenül növekednek ilyen formára fiatal egyedek esetében, amikor az állkapocscsont-varratok lezárása zajlik.[3]

## Szisztematika
Fogtaxonként nehéz meghatározni az Euronychodon valódi affinitásait. A fogak hasonlítanak a jobban ismert Paronychodonhoz, amely idősebb szinonima lehet. A Paronychodont eredetileg a Zapsalishoz hasonló állatnak írták le. Egy másik fogtaxont gyakran tekintenek a szinonimájának, ez a Richardoestesia (ami egy lehetséges dromaeosaurid). Később sokféleképpen azonosították: coelurida-ként, ornithomimosaurusként, dromaeosauridaként, archaeopterygidként és troodontidként (bár ez egy másik fajta coelurosaurian theropoda is lehet). Míg a legtöbb kutató úgy gondolja, hogy az ilyen taxonok egyszerűen határozhatatlan teropodák fogait képviselik. Egy kis konszenzus szerint a Deinonychosauriához tartoznak. Egy tanulmány pedig kimutatta, hogy a fogzománc megegyezik a Byronosauruséval, ami egy troodontidban.

## Paleobiológia
A maradványok egy kis állatra utalnak, becslések szerint körülbelül két méter hosszú lehetett. A fogak húsevő vagy rovarevő étrendet jeleznek.

## Fordítás
- Ez a szócikk részben vagy egészben  az   Euronychodon című angol Wikipédia-szócikk ezen változatának fordításán alapul.  Az eredeti cikk szerkesztőit annak laptörténete sorolja fel. Ez a jelzés csupán a megfogalmazás eredetét és a szerzői jogokat jelzi, nem szolgál a cikkben szereplő információk forrásmegjelöléseként.